# مونایشوالد
مونایشوالد (به آلمانی: Mönichwald) یک منطقهٔ مسکونی در اتریش است که در هارتبرگ فورستنفلد واقع شده‌است. مونایشوالد ۳۵٫۱۴ کیلومتر مربع مساحت دارد ۵۷۴ متر بالاتر از سطح دریا واقع شده‌است.